# San Fernando (Cebu)
Pour les articles homonymes, voir San Fernando.
San Fernando (officiellement la municipalité de San Fernando ; en cebuano :  Lungsod sa San Fernando ; en tagalog :  Bayan ng San Fernando) est une municipalité de seconde classe de la province de Cebu, aux Philippines.
Selon le recensement de 2015, elle compte 66 280 habitants.
Desservie par la route côtière qui fait le tour de l’île de Cebu, San Fernando appartient à la zone métropolitaine Metro Cebu. Elle est reliée par un service de bus à Cebu, capitale de la province et principale ville de l’île.
San Fernando est bordée au nord par la ville de Naga, à l'ouest par la ville de Pinamungajan, à l'est par le détroit de Cebu, et au sud par la ville de Carcar.
Elle est constituée de 21 barangays :

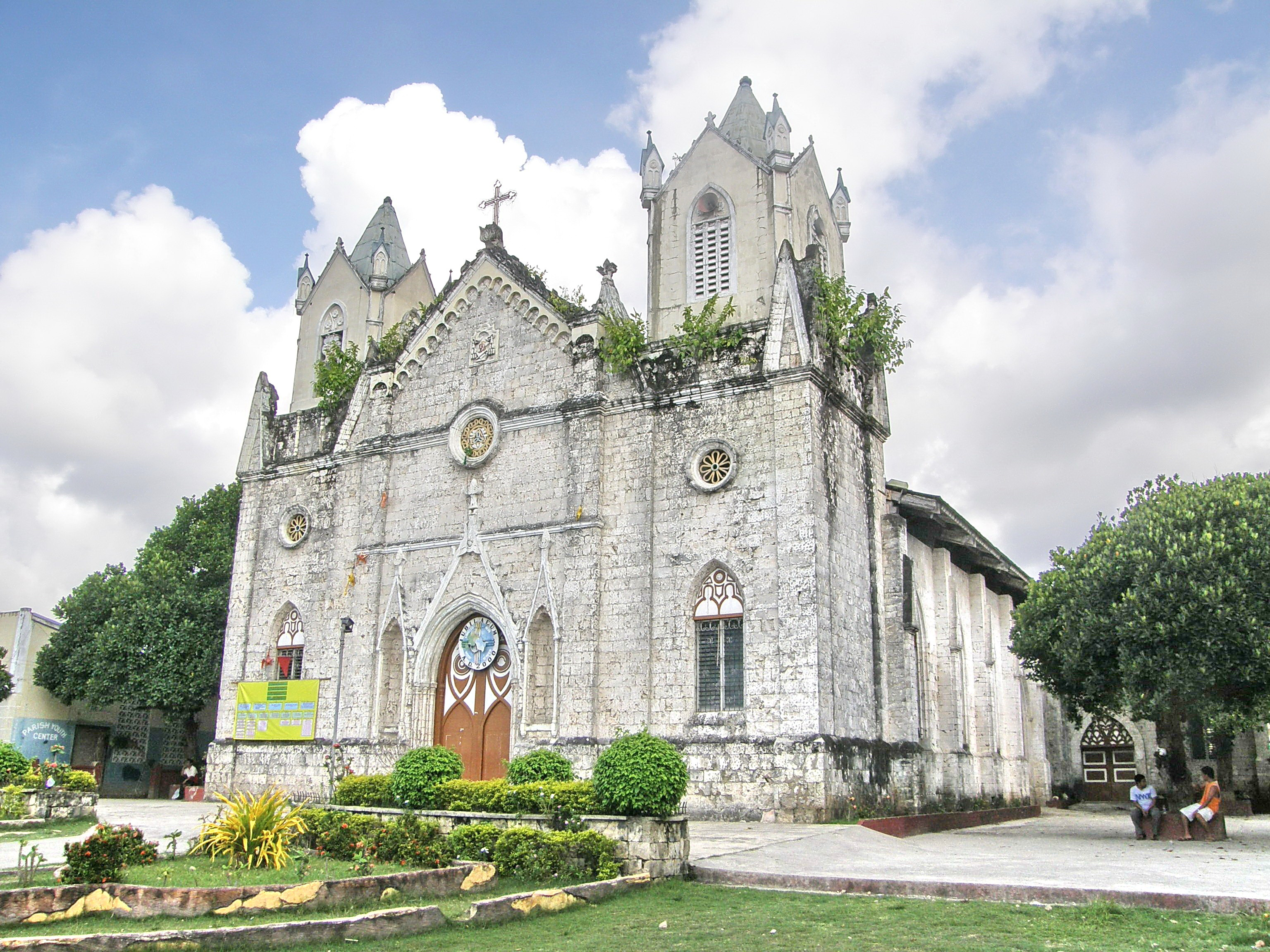
Église à San Fernando.

- Balud
- Balungag
- Basak
- Bugho
- Cabatbatan
- Green Hills
- Ilaya
- Lantawan
- Liburon
- Magsico
- Panadtaran
- Pitalo
- Poblacion North
- Poblacion South
- San Isidro
- Sangat
- Tabionan
- Tananas
- Tinubdan
- Tonggo
- Tubod